# Ангье, Франсуа
Франсуа Ангье (фр. François Anguier; 1604, Э, Нормандия — 9 августа 1669, Париж) — французский скульптор академического направления «большого стиля» эпохи правления короля Людовика XIV. Мастер монументальных надгробий. Старший брат скульптора Мишеля Ангье.

## Биография
Франсуа родился в 1604 году в городе Э, Нормандия. В 1621 году поступил в мастерскую скульптора Мартена Карона (фр. Martin Caron) в Абвиле. Затем обучался скульптуре вместе с младшим братом у крупного мастера Симона Гиллена (фр. Simon Guillain).
Занимался украшением алтаря в монастыре босых кармелитов в Люксембурге. Затем он уехал в Англию. В 1641 году вместе с младшим братом Мишелем Ангье, который тоже был скульптором, он переехал в Рим и часто посещал мастерскую Франсуа Дюкенуа. Вернувшись во Францию в 1643 году, он присоединился к брату в Мулене, где они работали над надгробием Анри, герцога Монморанси. Многие работы Франсуа Ангье выполнены для надгробий известных людей Франции.
Скульптор скончался 9 августа 1669 года в Париже. Среди его учеников был впоследствии выдающийся французский скульптор Франсуа Жирардон.

## Галерея

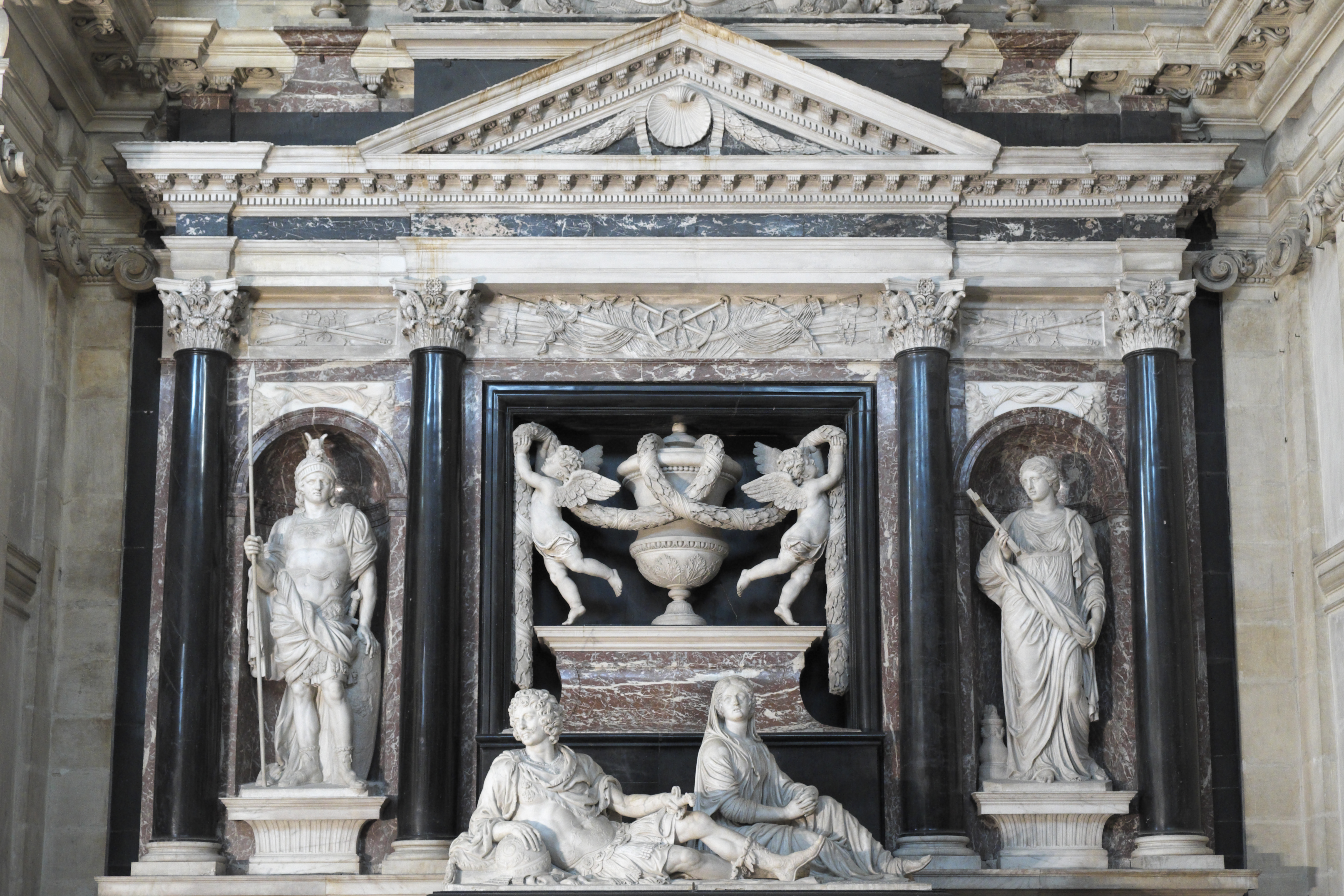
Надгробие Генриха II де Монморанси. 1649—1652. Капелла Встречи Марии и Елизаветы (Chapelle de la Visitation), Мулен
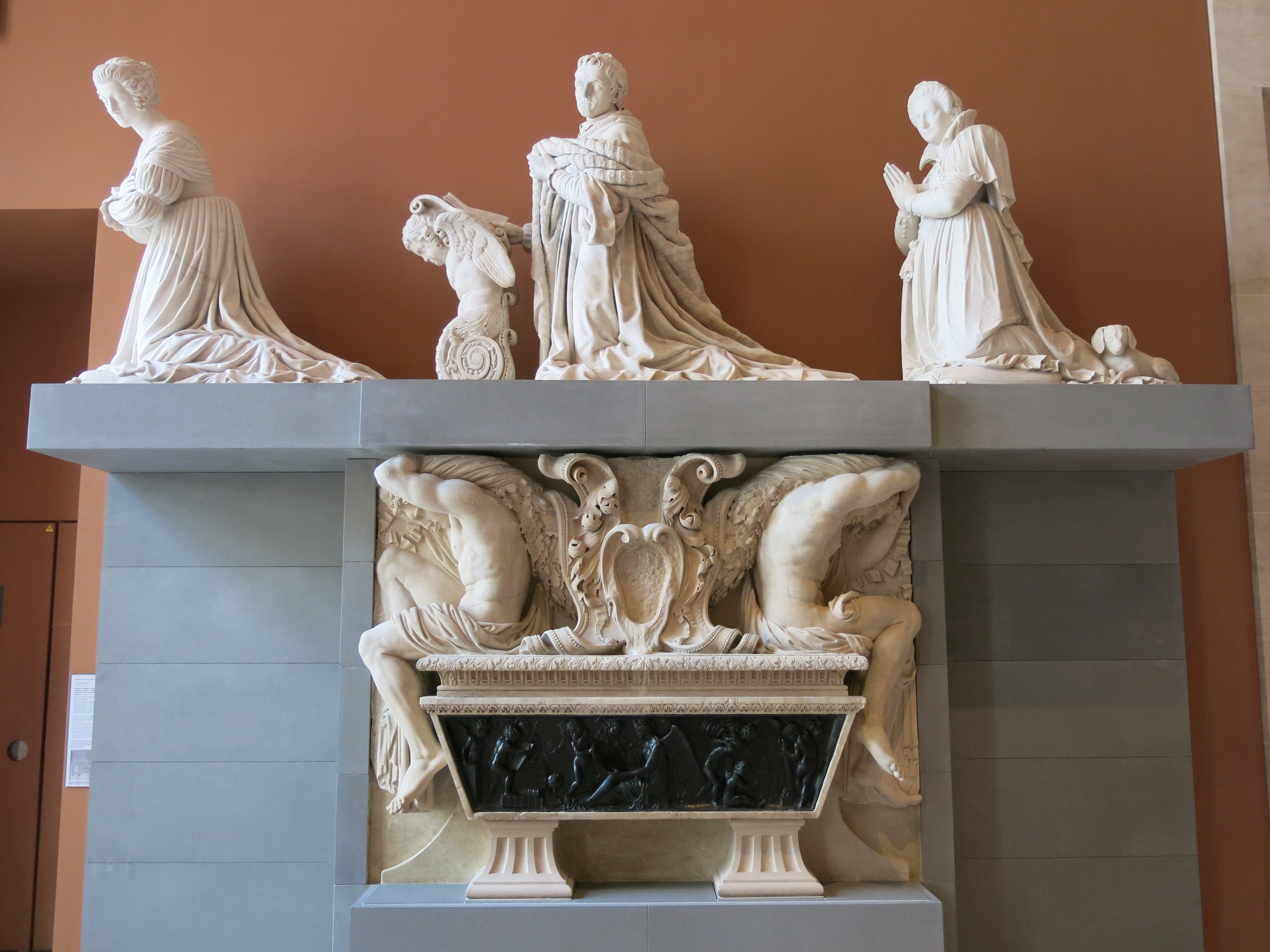
Надгробие Жаку-Огюсту де Ту в Париже (разрушено в 1807). Реконструкция. Лувр, Париж
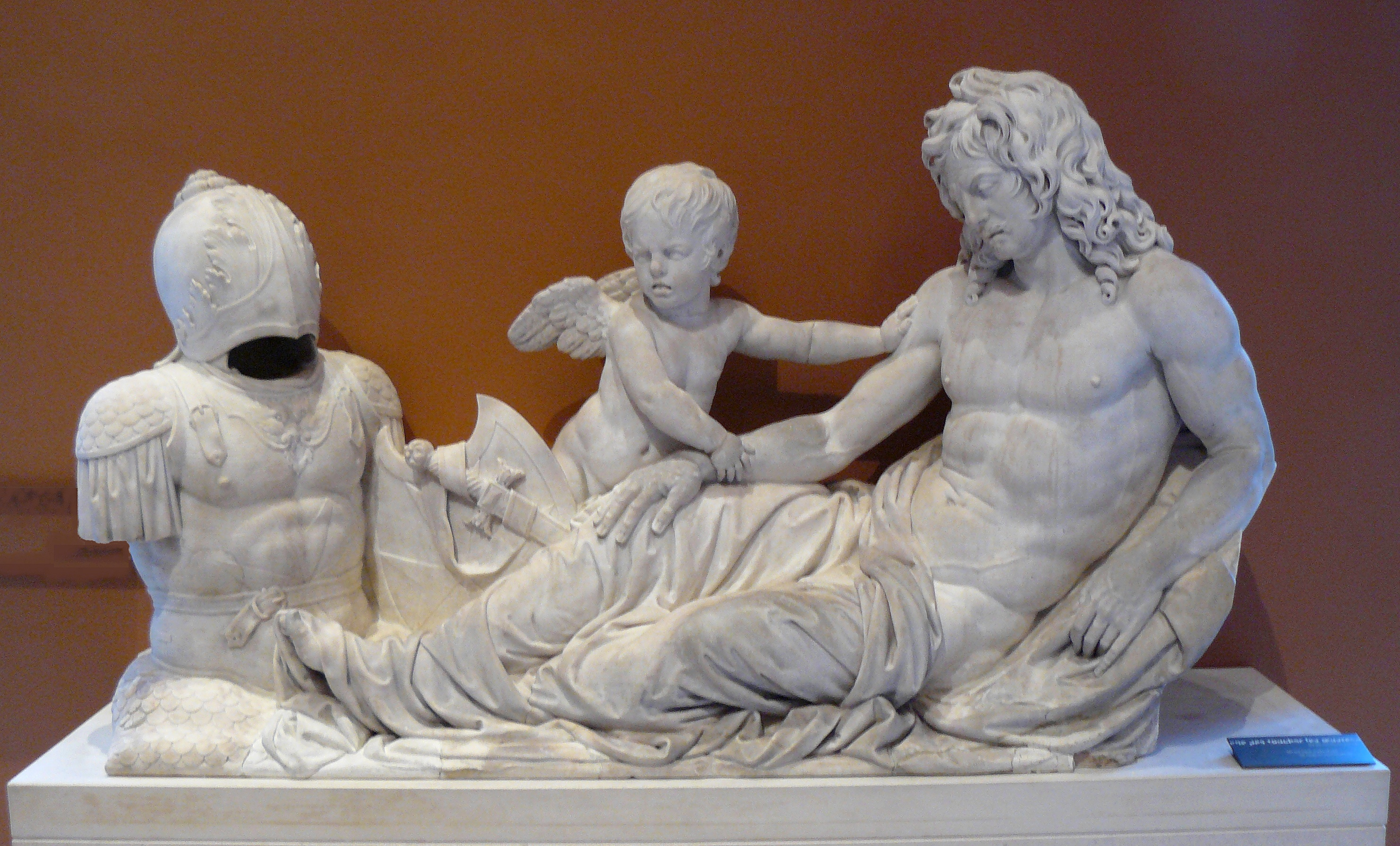
Надгробие Жака де Сувре. Фрагмент. 1667. Мрамор (не реализовано). Лувр, Париж
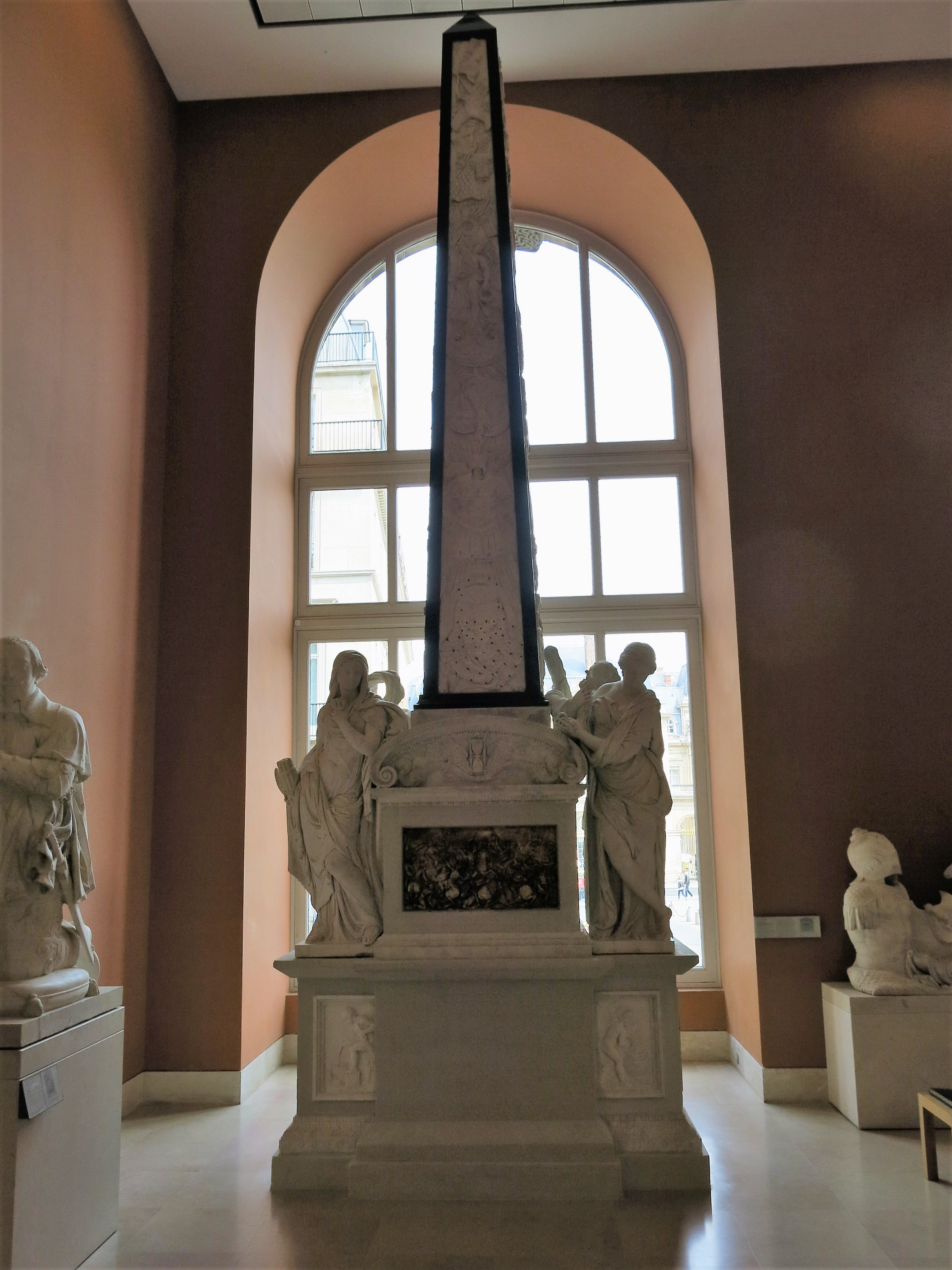
Памятник сердцу герцога Генриха I Лонгвильского. 1661-1663. Из Орлеанской капеллы церкви монастыря целестинцев в Париже, разрушенной во время Революции. Лувр, Париж
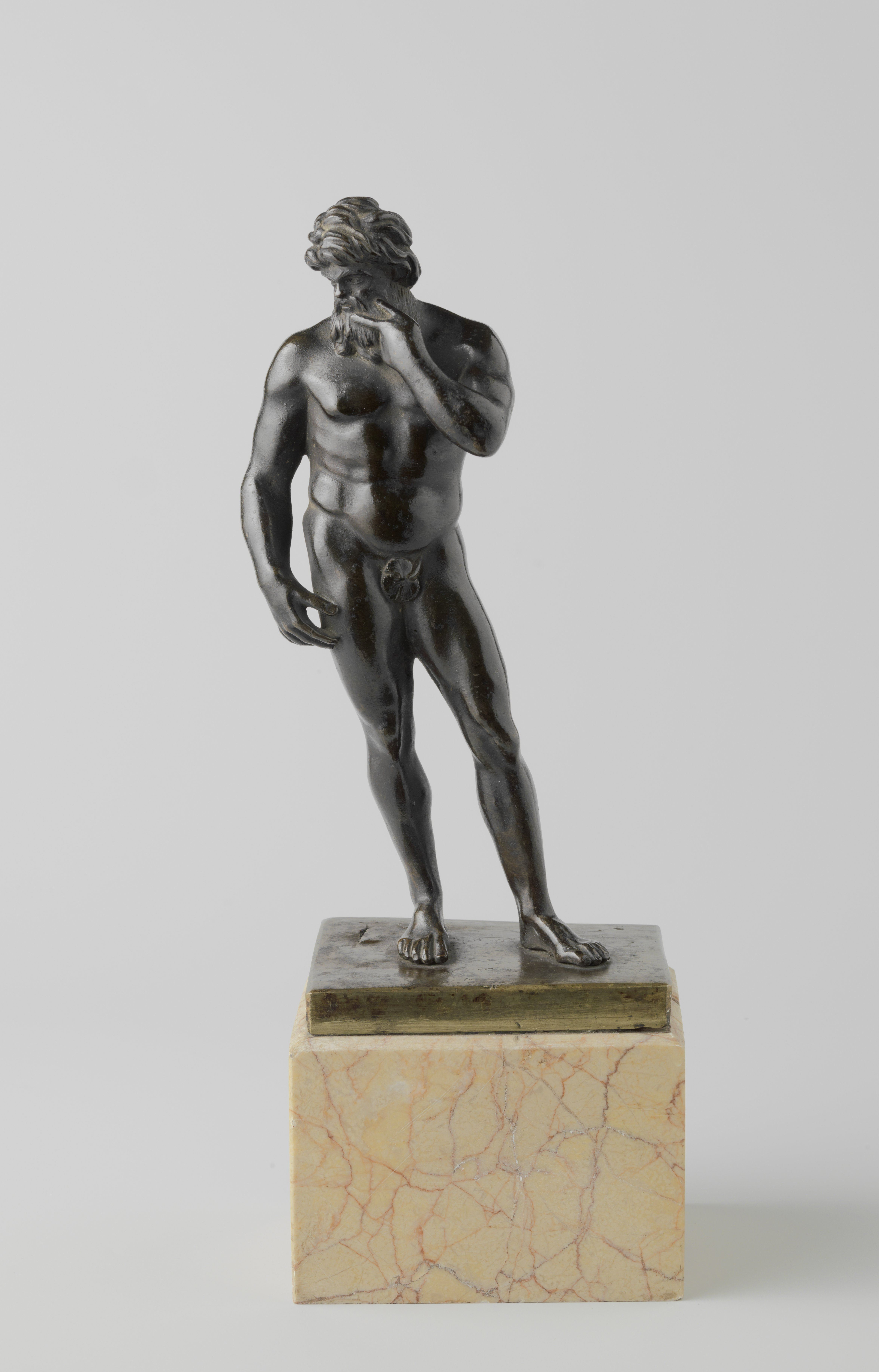
Плутон. Между 1604 и 1669. Бронза. Рейксмюсеум, Амстердам